# Prigor község
Prigor község (románul: Comuna Prigor) község Krassó-Szörény megyében, Romániában. Központja Prigor, beosztott falvai Nérapatas, Putna, Óborlovény, Újborlovény.

## Népessége
A 2011-es népszámlálás adatai alapján a község népessége 2577 fő volt.